# Остров Стрижёва (острова Вилькицкого)
Остров Стрижёва — самый восточный остров в группе Островов Вилькицкого. Административно относится к Таймырскому району Красноярского края России. Небольшой по площади остров, имеющий округлую форму.
Остров впервые нанесён на карту Русской географической экспедицией в 1900—1903 гг. и назван в честь её участника, каюра П. И. Стрижёва.